# 九三〇事件

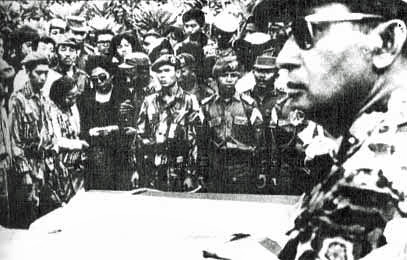
苏哈托於1963年

九三〇事件（印尼語：Gerakan 30 September，縮寫為G30S或Gestok），是1965年9月30日晚間印尼雅加達發生的軍事政變。由總統衛隊軍官翁東中校與共產黨領導人艾地等人密謀發動，綁架並殺害六名高級將領，聲稱為保護蘇加諾總統免於軍方政變。政變迅速遭蘇哈托少將平定，他隨後指控印尼共產黨為幕後黑手，發動全國性反共排華清洗，造成數十萬人喪生。事件使蘇哈托實質掌握政權，蘇加諾遭逐步架空，最終成為印尼新秩序时期的開端。

## 背景與歷史敘述的限制
1. 政治背景與共產黨崛起
  - 自 1945 年印尼獨立後，總統蘇卡諾奉行「平衡路線」，逐步向蘇聯與中國靠攏，推行反西方、反殖民主義政策。
  - 印尼共產黨（PKI）在 1960 年代初迅速壯大，擁有超過 300 萬黨員，為世界第三大共產黨（僅次於中、蘇），在農村、工會與文化界滲透深廣。
  - 然而印度共產黨並不具有軍隊。
  - 蘇卡諾提出「大印尼」與反馬來西亞政策，支持由華人主導的砂拉越共產游擊隊，與中國的合作日益密切。
2. 軍政權力失衡與蘇卡諾健康惡化
  - 1965 年時，蘇卡諾患有腎病，健康持續惡化，頻繁昏厥，造成政局動盪。
  - 軍方大體反共，但有少數中層軍官（如翁東）左傾。
  - PKI 領導層擔心蘇卡諾去世後軍方右翼將奪權，決定採取「先發制人」的行動，以破壞軍方高層可能策動的軍事政變（即所謂「將軍委員會陰謀」）。
3. 行動後的迅速清洗與歷史封鎖
  - 九三〇政變在 48 小時內瓦解。失敗後，蘇哈托政權立刻發動大規模反共鎮壓，封鎖通訊與控制媒體，並重構官方敘事。
  - 第一手史料來源有限：
    - 行動策劃者大多被殺或囚禁，無留下紀錄
    - 印度尼西亞共產黨總書記艾地 11 月被捕後立即處決；
    - Sjam 留下的口供可能遭改寫；
    - Supardjo 供詞成為後人重建事件的核心依據，但可信度需謹慎看待。

## 政变及大清洗
1965年9月30日夜晚，一群自稱代表「九月三十日運動」（Gerakan 30 September, G30S）的軍人與文官武裝分子突襲印尼首都雅加達，分頭包圍多位高級軍官住所，並在10月1日凌晨綁架並殺害了六名將領，包括陸軍司令艾哈邁德·雅尼中將。政變由總統衛隊中校翁東領導，他透過國家電台宣布「粉碎將軍委員會的叛國陰謀」，成立「革命委員會」，聲稱行動是為保護總統蘇卡諾免於軍方發動政變。
政變策劃者為印尼共產黨（PKI）內部的祕密軍事網絡，主要由黨內負責軍事滲透的Sjam Kamaruzaman領導，並與軍中聯絡人Supardjo與總書記艾地（D. N. Aidit）密切協調。
然而行動從一開始便顯示出情報誤判與領導失控。計畫倉促、部署混亂，未能控制通訊設施，也錯過了雅加達市中心戰略要地——位於獨立廣場東側的戰略預備部隊（KOSTRAD）總部。未被列入暗殺名單的蘇哈托少將迅速展開行動，於10月1日早上接管陸軍指揮權，召開KOSTRAD幕僚會議，並自蘇門答臘調動部隊進駐雅加達。當晚，軍方奪回國家電台、中央電報局，並於午夜攻占哈利姆空軍基地，實質粉碎政變部隊。
10月2日，印尼共產黨雅加達機關報發表社論支持九三〇運動，梭羅市黨部與黨籍市長亦表態支持，日惹亦有遊行聲援。此舉強化軍方「共產黨策動政變」的指控。11月，艾地逃亡途中被捕並秘密處決。雖然蘇卡諾本人未表態支持G30S，卻因遲遲未與之切割，加上軍權旁落，逐步遭蘇哈托架空，實際喪失統治權力。
蘇哈托於10月5日（武裝部隊紀念日與六名將軍國葬日）展開全國軍事宣傳行動，透過控制媒體將G30S描繪為一場由PKI主導的殘暴陰謀，聲稱將領遭酷刑、閹割等。雖證據多為捏造，但宣傳成功煽動了廣泛的反共情緒，並為之後的大規模清洗鋪路。儘管九三〇運動僅限雅加達，死亡人數僅12人，且最初三週社會秩序尚屬穩定，並無群眾性暴力，蘇哈托仍將其定性為「全國性政變陰謀」。
根據歷史學者John Roosa（《大屠殺的藉口》<Pretext for the Mass Murder>）的研究，此次行動為印共內部秘密單位與中下層軍官的聯合冒險，未獲全黨授權，更非中共主導。Supardjo 審訊口供亦證實行動策略錯亂、目標模糊。南洋理工大學學者周玉茂（Tamao Zhou）指出，軍方在事件後三週內持觀望態度，直到10月中旬才展開實際清洗。
然而此後局勢急遽惡化：根據澳洲駐印尼情報機構ASIS報告，10月下旬起東爪哇與峇里島每日有約1,500人遭屠殺。這場全國性反共大屠殺造成約50萬人死亡（學界共識範圍），華人因與共產黨關係密切而遭波及，甚至許多非黨員亦被處決。軍方還突襲共產黨村落，全村慘遭滅絕。此舉獲得美、澳等國默許，冷戰背景下西方普遍將此視為反共勝利。
事後，數十萬印共倖存者被以政治犯（tapol）名義無審判關押，財產充公，家屬亦受連坐懲罰。著名文學家普拉姆迪亞·阿南達·杜爾即為一例，其回憶錄記述遭受酷刑、勞役與飢餓等非人待遇。1966年初，康奈爾大學的本尼迪克特·安德森與露絲·邁克維伊發表《康奈爾報告》，指出：軍方對印共的屠殺是在九三零事件三週後才啟動，並非即刻暴動，而是政治工程。這場歷時數月的清洗，最終為蘇哈托「新秩序」政權鋪平道路，也徹底終結印尼共產主義運動奠定了基礎。

## 后续发展
除了导致大量共产党员被殺害之外，大量华人因為當時印度尼西亞共產黨親中国共产党的關係也遭处决。此事件使眾多的印尼华人被迫离开印尼，僑居海外生活。印尼政治從1966年起轉向苏哈托威權的新秩序三十餘年，這期間強調以建國五項原則來對抗共產主義。
这次政变对印尼政局的影响包括：
1. 印尼在外交上由倾向苏联变成倾向美国，在冷战时，印尼军方因此得到美国的支持。
2. 大批华人被杀，以及逃往國外。由于两国间的双重国籍协定被印尼单方面撕毁，令不少印尼华人的国籍身份，至今仍有含混不清之处。而在当地幸存的华人，在1970年代被迫归化印尼国籍，放弃原有中文姓氏，在多方面受到种族歧视至今[來源請求]。而华人每年最盛大的节日農曆新年要偷偷摸摸的庆祝。但在华裔穆斯林学者瓦希德当选总统，以及梅加瓦蒂总统、苏西洛总统努力下，情况渐有改善。
3. 印尼反共大清洗發生後，1966年底起至1967年，中華人民共和國从印尼共撤出中國國籍的华侨4000多人[3]。
4. “九三〇事件”对中共而言，虽然是外交上很大的挫败，但却被中共拿来政治动员文化大革命[4]。
5. 中華民國在1960年代亦有派遣船隻撤回親中華民國的華僑[5]。
6. 印尼在政变后，被蘇哈托独裁统治多年，因缺乏民主和言论自由，当地吏治亦因此长期败坏，得不到合理解决，至今仍有后遗症。
7. 蘇哈托掌權後，改善印尼與馬來西亞的外交關係，印尼對東南亞地區的影響力增加。1966年6月1日，印尼與馬來西亞簽訂曼谷協定，中止兩國衝突；1966年8月11日，印尼與馬來西亞簽訂雅加達協定，兩國重新建交。1967年8月6日，印尼、馬來西亞、新加坡、菲律賓、泰國五國外長在曼谷舉行會議，於8月8日發表了《曼谷宣言》，東南亞國家協會正式成立。[6][7]

### 国际人民法庭判决
2016年7月20日，位于荷兰海牙的非政府機構国际人民法庭（英語：International People’s Tribunal）作出判决，印尼政府在1965年镇压共产党支持者时犯下大屠杀等反人类罪行，并建议印尼政府向受害者道歉，惩罚作恶者，赔偿幸存者。但是，此判决没有法律约束力，发布次日印尼政府即表示拒绝接受和执行。该法庭同时认为，美国、英国和澳大利亚是当时印尼政府反人类罪行的共犯：如美国在清楚知道印尼军方正在策动大规模屠杀计划时仍向印尼军方提供武器等支持并提供了大量共产主义分子名单、英国和澳大利亚则利用本国媒体帮助印尼军方进行虚假的国际政治宣传，并且在知道反人类罪行发生的情况下依然没有停止。
美国有线电视新闻网(CNN)同年7月21日报道称，国际人民法庭在调查该案期间曾邀请印尼和美英澳派员参加，遭到拒绝。澳大利亚外交部发言人表示，该法庭“不是正式的国际法庭或仲裁庭，而是个人权机构”，澳方拒绝任何共谋指控。

## 對於政變動機以及外力介入的猜测
問題與分析
1.翁東是否為共產黨黨員？
無證據證明他是 PKI 黨員，軍方與新秩序政權亦未指認其黨籍。屬於軍中親蘇卡諾派系，與 PKI 合作但非從屬。
2.翁東是否受 PKI 指揮？
多數學者（如 Anderson、Roosa）認為他與 Sjam 合作，是策略性協調者，並非由 PKI 高層統一指揮。
3.PKI 是否發動政變？
Roosa 認為是印共祕密小組（Sjam 主導）與部分軍官的聯合冒險，未經中央委員會正式決議，非全黨行動。
4.Aidit 是否是主謀？
Aidit 知情並參與行動，但事後抵達現場、缺乏具體領導，可能誤判情勢，並未完全主導政變。
5.是否與中國共產黨合作？
無證據顯示中共參與策劃，可能事先知情但未涉入行動；Roosa 與 Anderson 明確否定中共「主謀論」。
6.事件後 PKI 是否承認責任？
初期否認，後在地方上有黨員表態支持（如社論、遊行），但中央層面並未系統性認領。蘇哈托藉此全面清算 PKI。
7.是否有文書證據證明全黨參與？
無。所有計畫資料幾乎未曾公開或已消失。Roosa 強調：正因行動失敗迅速，幾無文件留下。
觀點
1. Benedict Anderson 與 Ruth McVey（康乃爾學派）
  - 認為G30S是軍中內部權力鬥爭的一部分，而非共產黨單方面發動的政變。
  - 翁東等人可能利用PKI或與其有策略合作，但主導權在軍中一部分不滿的中下層軍官手上。
2. 蘇哈托政權觀點
  - 指控PKI策劃與主導整個事件，翁東是共產黨的工具，藉此正當化全面剿共。
  - 該說法後來被證實為政治宣傳，許多證據薄弱或失真。
3. 印尼當代歷史學家（如Asvi Warman Adam）
  - 越來越傾向於多元原因說（multi-causal explanation），指出翁東雖有接觸PKI，但其動機更複雜，包含軍內派系、個人野心、對蘇卡諾的忠誠，以及誤判形勢.

### 英国
英国记者Paul Lashmar与Oliver James自1997年起在《独立报》上发表一系列文章，探讨英国与九三零事件的幕后联系。根据这些报导所述，英国外交部的信息研究部（Information Research Department，简称IRD）曾针对印尼共产党、印尼华人与蘇卡諾展开一系列的反宣传，此计旨在复制英国对付马来亚共产党的成功经验。据当时BBC驻新加坡特派员Roland Challis之说，由于蘇卡諾拒绝记者入境，英国驻雅加达的大使馆就成为资讯的唯一来源，IRD 因此有机会操作新闻。例如，BBC報導共党将血洗雅加达，就是由IRD的心战专家Norman Reddaway所編造的谣言。
在2000年8月16日的《独立报》上，战时国防部秘书Denis Healey爵士承认IRD曾介入此事，他否认英国秘密情报局占有任何角色，并称英国对印尼军方右翼的军事支持，其“个人一无所知”。但他也指出，如果确有此计划，他“无疑会支持”。
英国政府一概否认秘密情报局在事件中的角色，相关文献早年仍未解密。不過，據英國《衛報》2021年10月17日報道，英國國家檔案館新近解密的一份外交部解密文件顯示，蘇卡諾當時反對前英國殖民地馬來西亞建國而作出敵意行為，包括自1963 年起派軍隊到馬來西亞邊境引發小型衝突及武裝入侵。英國外交部的IRD遂派出多名專業宣傳員到新加坡，對蘇卡諾政權及支持蘇卡諾的印尼共產黨進行「黑色宣傳」。IRD的小組製作的宣傳材料使用印尼語言，佯裝出自新加坡的印尼僑民之手，針對印尼當地的知名及具影響力人士，包括陸軍將領在內的反共分子展開宣傳。

### 美国
从1990年起，一些美国外交官开始向《华盛顿邮报》等媒体透漏他们曾编写印尼“共产特工”名单，交予亲苏哈托的军人与情报人员。美国记者 Kathy Kadane 访问了许多前美军军官与中情局人员，他们提到一份印尼共产党特工名单，一旦其中有人被捕或身亡，美方即在名字上打勾。他们与英国密切合作，因为英国也须保护它在马来西亚的利益。
2001年，乔治华盛顿大学的国家安全档案库获得了几份美国国务院的内部文件，表明美国与苏哈托的紧密联系。不过国家安全档案库方面则指出这些通信文件曾被严重修改。
洛杉磯加州大學 Geoffrey Robinson 教授認為，雖然很難証實美國政府參與的程度，但有証據証明美國政策使得政變更容易成功。伯恩大學的克里斯汀·格拉赫教授認為缺乏英美導演政變的証據，但是在政變後英美用宣傳支持政變。

### 澳大利亚

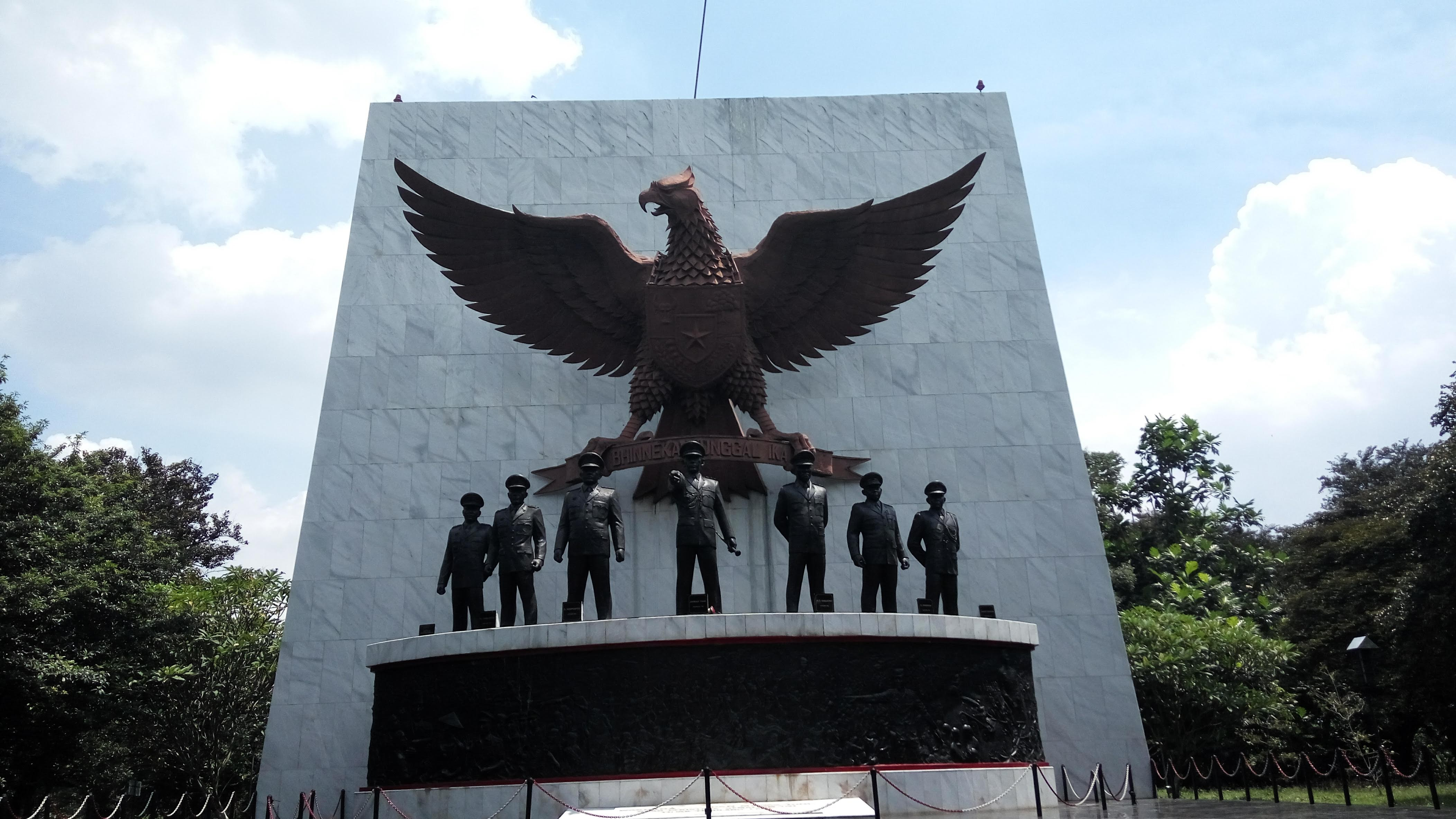
九三〇事件纪念碑

近年来的资料也表明，澳大利亚對印尼的大屠杀知情。如据澳大利亚《雪梨晨鋒報》称，澳知道实情，但仍“一如既往地支持军队的血腥政变”。1990年代初，当时的澳大利亚总理保罗·基廷说，苏哈托的政变，是澳大利亚战后战略史上最重要和最有益的事件。